# Elezioni parlamentari a Malta del 1987
Le elezioni parlamentari a Malta del 1987 si tennero il 9 maggio e videro la vittoria del Partito Nazionalista.

## Risultati
| Liste                     | Voti    | %     | Seggi |
| ------------------------- | ------- | ----- | ----- |
| Partito Nazionalista      | 119 721 | 50,91 | 35    |
| Partito Laburista         | 114 936 | 48,87 | 34    |
| Partito Democratico       | 380     | 0,16  | –     |
| Partito Comunista Maltese | 119     | 0,05  | –     |
| Indipendenti              | 12      | 0,01  | –     |
| Totale                    | 235 168 | 100   | 69    |